# Nereo Annovi
Nereo Annovi (Modena, 1908 – Modena, 1981) è stato un pittore italiano.
In gioventù fu allievo di Giuseppe Graziosi ed ebbe contatti con numerosi artisti nelle principali città italiane. Sue opere trovano attualmente collocazione in musei e collezioni private sia in Italia che all'estero. In particolare, un suo famoso autoritratto è tuttora esposto nel corridoio vasariano della Galleria degli Uffizi a Firenze.
Annovi vinse diversi concorsi e premi artistici durante tutto l'arco della propria carriera artistica.
Di Annovi sono assai rinomate le nature morte alla finestra, le immagini di lampade e vecchi lumi, gli autoritratti e i paesaggi.
Eccellente disegnatore, insegnò a lungo all'Accademia delle Belle Arti di Bologna.